# Literáti a mandaríni
Literáti a mandaríni je český název pro čínský román Neoficiální historie konfuciánů (Žulin waj-š', v transkripci pinyin Rúlínwàishǐ, znaky 儒林外史), jehož autorem je spisovatel Wu Ťing-c’ (1701–1754). Ten jej napsal asi v letech 1747–1749, poté dílo kolovalo v opisech. Knižní vydání z let 1768–1777 se nedochovalo, první dochované vydání je až z roku 1803.

## Charakteristika a obsah románu
Životy lidí jdou různými cestami

na jih i na sever.

I z generálů a ministrů,

světců i nesmrtelných

mohou se stát lidé prostí.

Dynastie rostou a padají,

jak se zvedá den

a klesá noc -

tak říční vítr poráží

starých dynastií kmen.

(úvodní slova románu v překladu Oldřicha Krále)
Přestože je děj románu umístěn do doby Ming, je v něm v padesát pěti kapitolách podán kritický obraz čínské společnosti 18. století, zvláště vrstvy vzdělanců a byrokratů. Literáty jsou zde míněni lidé, kteří složili první stupeň státních zkoušek, dále se vzdělávali a milovali poezii, malbu, kaligrafii a umění vůbec. Pokud neměli dostatečný majetek, živili se jako učitelé, psaním knih na zakázku nebo kaligrafií. Když ale složili další stupně státních zkoušek a mohli zastávat nějaké úřednické místo, stali se z nich mandaríni, příslušníci vládnoucí vrstvy mající prospěch ze svého postavení.
Kompozičně je román postaven jako řetězec vzájemně propojených portrétů hlavních hrdinů, příslušníků tradiční konfuciánské džentry. To autorovi umožnilo uvést do děje velké množství postav, pomocí jejichž osudů popisuje zkorumpovanost a neschopnost státní byrokracie. Tato kritika se děje na pozadí konfuciánského ideálu ušlechtilosti, který představuje malíř Wang Mien. Ten je nesmírně nadaný, odmítá však složit vyšší zkoušky a ujmout se nějakého úřadu. Uchyluje se proto do ústraní a umírá ve skrytu v horách, aniž někomu řekne své pravé jméno.
Román je ale především velkým satirickým dílem, ve kterém je satira, ironie, parodie a karikatura doprovázeny zobrazením marného boje mezi ideálem a přizpůsobivostí. Předmětem satiry je zejména systém čínského vzdělávání, který vede k bezduchému memorování klasických textů a k myšlenkové sterilitě. Mnohé postavy z románu se staly lidskými typy dodnes žijícími v čínském povědomí (např. postava tupého a nadutého akademika Kaa, dobromyslného hlupáka Fan Ťina nebo až směšného idealisty Tao Šao-čchinga). Ačkoliv nepatří mezi čtyři klasické čínské romány, je považován společně se Snem v červeném domě za vrchol čínské klasické prózy.
Z tradičních vypravěčských metod použil Wu Ťing-c’ jen některé umělecké postupy, zejména ustálené formule nebo dělení na vypointované kapitoly, kdy již název je stručným obsahem. Zatímco v předcházejících dílech tohoto typu byl hlavní složkou děj, klade Wu Ťing-c’ důraz především na psychologii postav a na lyrizující popis prostředí. Román není primárně určen lidovému čtenáři, ale především vrstvě vzdělanců, s čímž souvisí také jeho subjektivnější ladění i autobiografické prvky.

## Česká vydání
- Literáti a mandaríni, SNKLU, Praha 1962, přeložil Oldřich Král,
- Literáti a mandaríni, Votobia, Olomouc 1995, přeložil Oldřich Král.